# Eddy Quintela
Eddy Quintela (16 de maio de 1955 - Estoril, 16 de outubro de 2020) foi um teclista e compositor português.
Viveu grande parte da sua vida nos Estados Unidos e Grã-Bretanha, tendo regressado a Portugal por 2010.
Foi casado com a vocalista Christine McVie, dos Fleetwood Mac, com quem compôs, entre os anos 1987 e 1997, vários temas, entre os quais o sucesso "Little Lies", integrado no álbum Tango in the Night, o segundo mais vendido da banda.
Divorciou-se de McVie, mantendo a colaboração com a vocalista no seu álbum a solo, editado em 2004, intitulado "In the Meantime".
Outro dos temas que Quintela escreveu para os Fleetwood Mac foi "Nights in Estoril", remetendo para o tempo que o casal passou em Portugal.
Ao longo da sua carreira, Quintela colaborou também com Adelaide Ferreira em "Baby Suicida", com Marité, e com Fernando Cunha, dos Delfins.
Segundo Manuel Falcão, da agência de meios Nova Expressão, trabalhava neste momento numa ópera rock sobre John Kennedy, que deixou quase pronta.